# Eutelsat
Eutelsat ou Eutelsat Group  (coté en bourse sous le nom Eutelsat Communications S.A.) est un opérateur français de satellites dont le siège est situé à Issy-les-Moulineaux (Hauts-de-Seine, France). Avec des ressources en orbite sur 37 satellites en orbite haute et plus de 600 satellites en orbite basse, il fournit une couverture sur l'ensemble du continent européen, le Moyen-Orient, l'Afrique, l'Asie et sur de larges zones du continent américain. Il est le troisième opérateur de satellites au monde en termes de chiffre d'affaires,.
Créé en 1977 en tant qu'organisation intergouvernementale (OIG) dans le but d'améliorer le réseau téléphonique européen, son activité principale consiste aujourd'hui à gérer la transmission par satellite de chaînes de télévision et stations de radio. En 2001, Eutelsat est privatisée et devient une société anonyme de plein droit. L'organisation intergouvernementale EUTELSAT IGO est néanmoins maintenue afin de veiller à ce que la société anonyme respecte notamment les principes de base, définis dans la convention amendée d’EUTELSAT. Juridiquement, Eutelsat Communications S.A. sert de holding à ses filiales Eutelsat S.A. et Eutelsat OneWeb.
La flotte des satellites d'Eutelsat assure la diffusion de près de 7 000 chaînes de télévision dont 1 500 en haute définition et 1 100 stations de radio.

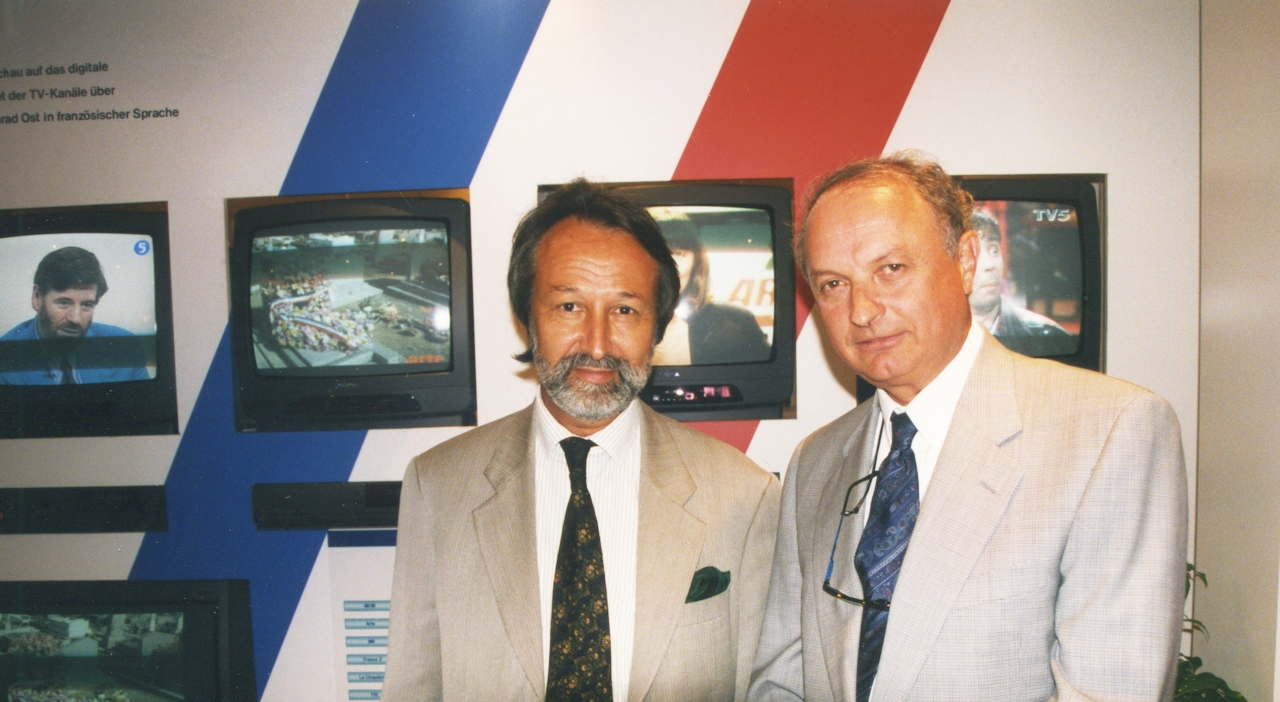
En 1995, Jérôme Clément (à gauche) et Giuliano Berretta, ancien PDG d'Eutelsat (à droite), lancent le premier bouquet TV numérique français.

## Historique
L’Organisation européenne de télécommunications par satellite a été créée en 1977 à titre provisoire par 17 États européens[Lesquels ?]. Elle avait pour objectif de fournir du secteur spatial nécessaire aux services publics de télécommunications internationales en Europe. Le texte de base de l’Organisation EUTELSAT, la Convention EUTELSAT, fut ouvert à la signature en juillet 1982 et entra en vigueur le 1er septembre 1985.
Les États membres d’EUTELSAT ont décidé en mai 1999 de transformer l’Organisation. Le 2 juillet 2001, tous les actifs, activités opérationnelles et engagements correspondants de l’organisation intergouvernementale EUTELSAT ont été transférés à la société anonyme Eutelsat créée à cet effet à Paris.
Au même temps, la structure, le rôle et les activités de l’organisation intergouvernementale ont évolué. Depuis, une des missions principales d’EUTELSAT IGO est de veiller sur les activités d’Eutelsat S.A. pour assurer que la société respecte les Principes de base définis dans l’article III a) de la Convention amendée d'EUTELSAT entrée en vigueur en novembre 2002. À savoir, l’obligation de service public/service universel, la couverture paneuropéenne du système à satellites, la non-discrimination et la concurrence loyale. Le Secrétaire exécutif d’EUTELSAT IGO participe aux réunions du Conseil d’administration d’Eutelsat Communications S.A. et d’Eutelsat S.A. en tant que censeur.
En avril 2005, les principaux actionnaires d'Eutelsat SA regroupent leur investissement dans une nouvelle entité, Eutelsat Communications, qui devient la société holding du Groupe, possédant 95,2 % d'Eutelsat SA. Le 6 octobre 2005 sa participation est augmentée à 96,0 % d'Eutelsat SA.
En 2007, Eutelsat lance Tooway en Europe, son service d'accès à Internet par satellite bidirectionnel, utilisant ses satellites Hotbird 6 et Eurobird 3, en bande Ku. En mai 2011, le service Tooway a ouvert sur le satellite KA-SAT, en bande Ka, avec un débit accru.
Eutelsat a inauguré fin juin 2009 Fransat, une offre de télévision numérique gratuite (sans abonnement mais liée à l'utilisation d'un terminal labellisé) via le satellite Atlantic Bird 3, entrant ainsi en concurrence avec le groupe Canal+ et son offre TNTSAT.
Le 1er novembre 2012, Eutelsat annonce un accord avec Russian Satellite Communications Company pour louer une partie de la capacité de deux satellites de RSCC, afin d'exploiter des services de télédiffusion et de services IP. Le 22 février 2013, le service allemand KabelKiosk d'Eutelsat annonce l'ajout de service de VOD Disney et de Discovery.
Le 2 janvier 2013, Eutelsat finalise l’acquisition de Satmex. Basé à Mexico, Satmex opère trois satellites localisés aux positions orbitales contigües 113 Ouest (Satmex 6), 114,9 Ouest (Satmex 5) et 116,8 Ouest (Satmex 8). Depuis ces trois positions, Satmex couvre 90 % de la population du continent américain.
Le 23 avril 2014 Eutelsat a annoncé son accord avec Hughes, filiale brésilienne de l'opérateur américain EchoStar, pour fournir un accès à Internet par satellite à travers le Brésil.
En octobre 2015, dans le cadre du projet internet.org, Eutelsat devient le partenaire de Facebook pour lancer le haut débit en Afrique dès 2016 grâce au satellite géostationnaire AMOS-6.
En mai 2017, Eutelsat annonce la vente de sa participation de 33,7 % dans Hispasat à Abertis pour 302 millions d'euros.
En octobre 2017, Eutelsat renforce sa présence au Moyen-Orient en faisant l’acquisition de NOORSAT.
Le 27 avril 2021, Eutelsat annonce investir 550 millions de dollars dans la constellation de satellites OneWeb. Cela fait suite à la faillite de OneWeb qui a été sauvée par le Royaume-Uni et Bharti Global (Inde). Eutelsat détient désormais 24% de OneWeb. En septembre 2021, Patrick Drahi, propriétaire de SFR, indique être en discussion pour le rachat d'Eutelsat.
En 2021, Eva Berneke est nommée directrice générale en remplacement de Rodolphe Belmer. Elle prend ses fonctions le 1er janvier 2022.
Le 3 août 2022, l’opérateur français de satellites a arrêté la diffusion en Europe de NTV Mir, quatrième chaine de télévision russe. Au cours des derniers mois il avait déjà fermé pour l'Europe les chaines RT, RTR Planeta et Rossiya 24, dans le contexte de l’invasion de l’Ukraine par la Russie. En même temps les services de diffusion des chaînes étatiques de la Russie (offres Tricolor et NTV+) sur son territoire restent maintenus par l'opérateur.
Début août 2022, le titre d'Eutelsat progresse en bourse grâce notamment à la montée au capital de Bpi France dans le capital du groupe. C'est dans ce contexte favorable que le transporteur maritime CMA CGM annonce dépasser le seuil des 5 % de participation dans le capital du groupe, moins d'un an après son arrivée en tant qu'actionnaire.
Début septembre 2022, Eutelsat annonce une réorganisation de sa direction en parallèle du rachat de OneWeb, qui devient alors sa filiale Eutelsat OneWeb.
En juin 2025, Eutelstat annonce un accord-cadre sur dix ans avec l'armée française dans le domaine des communications militaires spatiales, pour un montant maximal d'un milliard d'euros.

## Activités
En 2008, Eutelsat est le troisième opérateur mondial de satellites avec 12,5 % du marché. Il fait un chiffre d'affaires important sur les nouveaux enjeux de l'économie numérique en étant spécialisé dans l'accès à haut débit à l'information. Ainsi, en 10 ans, le nombre de chaînes de télévision diffusées à travers ses satellites a été multiplié par 8.[réf. souhaitée]
En plus des applications classiques pour les échanges de programmes au sein de l'Europe, les transferts de données numériques pour la radio, les chaînes de télévision et Internet, la distribution directe de télévision, les satellites peuvent être utilisés également pour servir de relais pour les transmissions de données d'observation d'objets volants à basse altitude, tels que les drones. Le drone Harfang de l'Armée de l'air française utilise les satellites Eutelsat, en orbite géostationnaire, pour de telles transmissions.
En tant que société de droit français, Eutelsat est un opérateur spatial au sens de la loi du 3 juin 2008 relative aux opérations spatiales.

## Données financières et boursières

### Finances
Les données présentées ci-après sont issues des résultats financiers pour les années référencées. Il faut noté que l'exercice fiscale d'Eutelsat ne s'effectue pas du 1er janvier au 31 décembre comme pour la plupart des entreprises mais du 1er juillet de l'année précédente au 30 juin de l'année courante.
|                    | 2017/18 | 2018/19 | 2019/20 | 2020/21 | 2021/22 | 2022/23 | 2023/24 |
| ------------------ | ------- | ------- | ------- | ------- | ------- | ------- | ------- |
| Chiffre d'affaires | 1 390,5 | 1 321,1 | 1 278,3 | 1 233,9 | 1 151,6 | 1 131,3 | 1 213,0 |
| EBITDA             | 1 078,5 | 1 032,4 | 982,0   | 921,9   | 861,6   | 825,5   | 718,9   |
| Résultat net       | 291,6   | 340,4   | 297,6   | 214,1   | 230,8   | 314,9   | -309,9  |
| Dette              | 3 241,6 | 3 072,8 | 2 999,4 | 2 655,5 | 2 814,4 | 2 765,7 | 2 544,4 |

Évolution du chiffre d'affaires (en rouge) et du résultat net (en bleu) depuis l'exercice 1er juillet 2004 - 30 juin 2005.

### Actionnaires
Le 19 juin 2025, Eutelsat annonce une augmentation de capital par l'État français, qui portera sa participation dans le groupe de 13,5 % à 29 %, permettant à l'État français de devenir le premier actionnaire d'Eutelsat « à la fin de l'année 2025 ».
Au 25 février 2025:
| Actionnaire                         | Part    |
| ----------------------------------- | ------- |
| Bharti Enterprises                  | 23,83 % |
| Bpifrance (État français)           | 13,59 % |
| Gouvernement du Royaume-Uni         | 10,89 % |
| SoftBank Investment Advisers        | 10,89 % |
| CMA CGM                             | 5,46 %  |
| Hanwha Systems                      | 5,44 %  |
| Lazard                              | 5,04 %  |
| Spacetime Transformations (en)      | 5,01 %  |
| Fonds stratégique de participations | 4,14 %  |

Au 01 août 2023:
| Nom                                                  | %      |
| Bpifrance (État français)                            | 25,95% |
| Fonds stratégique de participations                  | 7,016% |
| Lazard                                               | 6,66%  |
| China Investment Corporation (Investment Management) | 3,703% |
| DNCA Finance                                         | 2,54%  |
| The Vanguard Group                                   | 2,11%  |
| Norges Bank Investment Management                    | 2,036% |
| The Vanguard Group                                   | 2,41%  |
| Dimensional Fund Advisors LP                         | 1,972% |
| CBRE Investment Management Listed Real Assets LLC    | 1,699% |
| Pacer Advisors, Inc.                                 | 1,638% |

### Forme juridique
En 2022, Eutelsat Communications S.A se restructure juridiquement suite à un rachat de l'entrerprise OneWeb.
Eutelsat Communications S.A emprunte le nom commercial d'Eutelsat Group, et devient la société mère de Eutelsat S.A. et Eutelsat OneWeb.

## Flotte de satellites

### Satellites géostationnaires
En décembre 2011, Eutelsat harmonise le nom de ses satellites autour de la marque Eutelsat. Depuis le 1er mars 2012, les satellites géostationnaires portent chacun le nom Eutelsat associé au chiffre correspondant à la position orbitale et à une lettre indiquant son ordre d’arrivée sur cette position.
| Position     | Nom du satellite | Zone(s) de diffusion                                                                                                 | Date de lancement                                                         |
| ------------ | --- | --- | ------------------------------------------------------------------------- |
| 3° est       | Eutelsat 3B | Europe, Moyen-Orient, Afrique du Nord, Afrique sub-saharienne                                                        | 6 avril 2014                                                              |
| 7° est       | Eutelsat 7B (ex. Eutelsat 3D (en))                                                                                                 | Europe, Moyen-Orient, Afrique du Nord, Afrique sub-saharienne                                                        | 14 mai 2013                                                               |
| 7.2° est     | Eutelsat Konnect | Afrique, Europe de l'Ouest                                                                                           | 16 janvier 2020                                                           |
| 9° est       | Eutelsat 9B (de) Eutelsat KA-SAT 9A                                                                                                | Europe, Moyen-Orient, Afrique du Nord                                                                                | 30 janvier 2016 26 décembre 2010                                          |
| 10° est      | Eutelsat 10A (de) (ex. W2A) | Europe, Moyen-Orient, Afrique du Nord, Sud de l'Afrique                                                              | 3 avril 2009                                                              |
| 13° est      | Hot Bird 13B (ex. Hot Bird 8) Hot Bird 13C (en) (ex Hot Bird 9) Hot Bird 13E (ex. Hot Bird 7A) Hot Bird 13F (en) Hot Bird 13G (en) | Europe, Moyen-Orient, Afrique du Nord                                                                                | 5 août 2006 20 décembre 2008 11 mars 2006 15 octobre 2022 3 novembre 2022 |
| 16° est      | Eutelsat 16A (de) (ex. W3C) | Europe, Moyen-Orient, Afrique du Nord, Madagascar, Île de la Réunion                                                 | 7 octobre 2011                                                            |
| 21,5° est    | Eutelsat 21B | Europe, Moyen-Orient, Afrique du Nord, Afrique de l'Ouest, Asie centrale. Sous déploiement                           | 10 novembre 2012                                                          |
| 25,5° est    | Eutelsat 25B | Europe, Moyen-Orient, Afrique du Nord                                                                                | 23 août 2013                                                              |
| 28,5° est    | Eutelsat 28E (Astra 2E) (en) Eutelsat 28F (Astra 2F) (en) Eutelsat 28G (Astra 2G) (en)                                             | Europe | 29 septembre 2013 28 septembre 2012 27 décembre 2014                      |
| 33° est      | Eutelsat 33E (en) (ex. Hot Bird 10)                                                                                                | Europe, Afrique du Nord, Moyen-Orient, Asie centrale                                                                 | 12 février 2009                                                           |
| 36° est      | Eutelsat 36A (en) (ex. W4) Eutelsat 36B (en) (ex. W7) Eutelsat 36C                                                                 | Europe de l'Est, Russie, Afrique Europe, Moyen-Orient, Afrique du Nord, Sud de l'Afrique                             |                                                                           |
| 48° est      | Eutelsat 48D (de) (ex. W2M) | Europe centrale, Moyen-Orient, Asie centrale                                                                         | 20 décembre 2008                                                          |
| 53° est      | Eutelsat 53A (en) | Europe, Asie centrale, Moyen-Orient                                                                                  | 21 octobre 2014                                                           |
| 56° est      | Ekspress-AT1 (en) | Europe, Asie | 16 mars 2014                                                              |
| 70,5° est    | Eutelsat 70B (en) | Europe, Afrique, Asie, Australie. Sous déploiement                                                                   | 2 décembre 2012                                                           |
| 140° est     | Ekspress-AT2 (en) | Europe, Asie. Sous déploiement                                                                                       | 16 mars 2014                                                              |
| 172° est     | Eutelsat 172B | Asie-Pacifique | 1er juin 2017                                                             |
| 174° est     | Eutelsat 174A (de) (ex. Eutelsat 172A, GE-23, AMC-23)                                                                              | Asie-Pacifique | 29 décembre 2005                                                          |
| 5° ouest     | Eutelsat 5 West A (ex. Atlantic Bird 3) Eutelsat 5 West B                                                                          | Europe, Moyen-Orient, Afrique du Nord, Afrique de l'Ouest, Amérique du Nord, Amérique du Sud Europe, Afrique du Nord |                                                                           |
| 7° ouest     | Eutelsat 7 West A (en) (ex. Atlantic Bird 7)                                                                                       | Europe du Sud, Moyen-Orient, Afrique du Nord                                                                         | 24 septembre 2011                                                         |
| 8° ouest     | Eutelsat 8 West B | Europe, Moyen-Orient, Afrique du Nord, Amérique du Nord, Amérique du Sud France, Europe de l'Ouest                   | 20 août 2015                                                              |
| 65° ouest    | Eutelsat 65 West A (de) | Amérique latine et notamment le Brésil                                                                               | 8 mars 2016 (Ariane 5 VA 216)                                             |
| 113° ouest   | Eutelsat 113 West A (en) (ex. Satmex 6)                                                                                            | Amérique du Sud, Amérique du Nord                                                                                    | 27 mai 2006                                                               |
| 114.9° ouest | Eutelsat 115 West B (en) (ex. Satmex 7)                                                                                            | Amérique du Sud, Amérique du Nord                                                                                    | 2 mars 2015                                                               |
| 116.8° ouest | Eutelsat 117 West A (en) (ex. Satmex 8)                                                                                            | Amérique du Sud, Amérique du Nord                                                                                    | 26 mars 2013                                                              |
| 133° ouest   | Eutelsat 133 West A (ex. Eurobird 1)                                                                                               | Europe, Afrique du Nord, Moyen-Orient, Asie centrale                                                                 | 8 mars 2001                                                               |
| 139° ouest   | Eutelsat 139 West A (ex. Eutelsat 7A)                                                                                              | Amérique du Sud, Amérique du Nord                                                                                    | 15 mars 2004                                                              |
| Désorbité    | Hot Bird 1 (en) | Europe, Moyen-Orient, Afrique du Nord                                                                                | 28 mars 1995                                                              |
| Désorbité    | Eutelsat 48A (ex. Hot Bird 2) | Europe centrale, Moyen-Orient, Asie centrale                                                                         | 21 novembre 1996                                                          |
| Désorbité    | Eutelsat W75/ABS-1B (ex. Hot Bird 3)                                                                                               | Moyen-Orient, Asie centrale                                                                                          | 2 septembre 1997                                                          |
| Désorbité    | Eutelsat 16B (ex. Hot Bird 4) | Europe, Moyen-Orient, Afrique du Nord                                                                                | 27 février 1998                                                           |
| Désorbité    | Eutelsat 4B (ex. Hot Bird 5) | Europe du Sud, Moyen-Orient, Afrique du Nord                                                                         | 9 octobre 1998                                                            |
| Désorbité    | Eutelsat 70D (ex. Hot Bird 6) | Europe de l'Est, Moyen-Orient, Afrique du Nord                                                                       | 25 août 2002                                                              |
| Désorbité    | Eutelsat 4A (en) (ex. W1) | Europe, Moyen-Orient, Afrique du Nord, Sud de l'Afrique                                                              | 6 septembre 2000                                                          |
| Désorbité    | Eutelsat W2 (en) | Europe, Moyen-Orient, Afrique du Nord, Madagascar, Île de la Réunion                                                 | 5 octobre 1998                                                            |
| Désorbité    | Eutelsat 33B (en) (ex. W5) | Europe, Afrique du Nord, Moyen-Orient, Asie centrale                                                                 | 20 novembre 2002                                                          |
| Désorbité    | Eutelsat 115 West A (de) (ex. Satmex 5)                                                                                            | Amérique du Sud, Amérique du Nord                                                                                    | 6 décembre 1998                                                           |
| Désorbité    | Eutelsat 31A (ex. e-Bird) | Europe | 27 septembre 2003                                                         |
| Désorbité    | Eutelsat 16C (en) (ex. SESAT 1) | Europe, Moyen-Orient, Afrique du Nord, Madagascar, Île de la Réunion                                                 | 17 avril 2000                                                             |
| Désorbité    | Eutelsat 12 West A (ex. Atlantic Bird 1)                                                                                           | Europe, Moyen-Orient, Afrique du Nord, Amérique du Nord, Amérique du Sud                                             | 28 août 2002                                                              |
| Désorbité    | Eutelsat 12 West B (ex. Atlantic Bird 2)                                                                                           | Europe, Moyen-Orient, Afrique du Nord, Amérique du Nord, Amérique du Sud                                             | 25 septembre 2001                                                         |
| Désorbité    | Ekspress-AM22 (en) (ex SESAT 2) | Europe, Moyen-Orient, Asie, Afrique du Nord                                                                          | 23 décembre 2003                                                          |

### Satellites sur orbite basse
Depuis la fusion entre Eutelsat et OneWeb, Euteslat dispose d'une constellation de satellites en orbite basse directement hérité de OneWeb. Cette constellation dispose de 648 satellites (dont 48 en réserves) et couvre l'ensemble des hémisphères.

## Régulations européenne et française
Chaque pays régule son propre paysage audiovisuel. De plus, l'autorisation donnée à une chaîne de télévision dans un pays permet la diffusion de cette chaîne sur l'ensemble de l'Union européenne.
Eutelsat ayant la charge de près d'une centaine de chaînes qui ne proviennent pas d'un pays de l'Union Européenne ou d'une nation signataire de la directive « Télévision sans frontières » (TSF), c'est à l'organisme de régulation du pays de l'opérateur du satellite, à savoir le CSA pour la France, que revient cette prérogative.
Pour continuer à être diffusées par Eutelsat, ces chaînes doivent donc depuis fin 2004 obtenir un conventionnement du CSA (l'Arcom depuis début 2022).

### Arrêts de transmission
Le problème de la régulation de diffusion s'est déjà posé en avril 1999, lorsque l'opérateur a dû faire cesser les émissions de la Radio-télévision de Serbie (RTS) à la suite de l'action de l'OTAN contre l'ex-Yougoslavie. Il avait fallu une décision politique pour couper la diffusion de la RTS sur le territoire européen car Eutelsat était alors un consortium européen régi par un traité intergouvernemental.
Fin 2004, l'interruption de la diffusion d'Al Manar, une chaîne de télévision du Hezbollah libanais, se pose à nouveau, celle-ci ayant enfreint les engagements initialement contractés auprès du CSA. Cette interruption est techniquement plus compliquée à mettre en œuvre selon Eutelsat. Émise en mode numérique, Al Manar fait partie d'un bouquet d'une dizaine de chaînes arabes acheminées de Tunis vers le satellite Hot Bird d'Eutelsat. « Pour interrompre la chaîne, il faut interrompre tout le multiplex », soit l'ensemble des 10 chaînes, explique alors l'opérateur. Al Manar décidera finalement du retrait volontaire de sa diffusion via le satellite Hotbird4, le 14 décembre 2004.
Eutelsat aurait arrêté la diffusion depuis mi-juin 2008 de la chaîne de télévision NTDTV, chaîne indépendante et critique envers le gouvernement chinois, invoquant un « accident technique »,.
Eutelsat cesse la diffusion de Première Caucase (ru), chaîne russophone créée par la Radio télévision publique géorgienne. Cet arrêt ferait suite à des pressions de la Russie qui ne souhaiterait pas voir naître une chaîne soutenant les positions du gouvernement géorgien.
Le 23 avril 2015, la société Eutelsat SA est mise en demeure de cesser, dans le délai d'un mois à compter de la notification de la présente décision, la diffusion du service « Rabia TV ».
On apprend fin 2015 que le groupe État islamique se fournit en matériel Eutelsat pour se connecter à l'Internet mondial. La société affirme qu'elle n'est pas en mesure de contrôler qui utilise ses équipements,.
En 2019, Eutelsat décide de ne plus laisser la chaîne Al Magharibia, basée à Londres, diffuser ses programmes à cause des manifestations qui se déroulent en Algérie. Alors que plusieurs dénonciations par des algériens ont été enregistrées contre cet acte qu’ils qualifient de corruption entre gouvernements français et algérien.
En mars 2022, dans le contexte de la guerre en Ukraine et du renforcement de la censure par les autorités russes, deux des ensembliers russes actifs sur les satellites 36°E, NTV Plus (filiale de Gazprom Media) et Trikolor, interrompent de manière unilatérale la diffusion de 8 chaînes internationales d'information (BBC World, CNN, Deutsche Welle, Euronews, France 24, NHK World, RAInews 24, TV5 Monde). Une pétition initiée par le Comité Denis Diderot, demandant des sanctions de l'Union européenne et d'EUTELSAT IGO contre les deux opérateurs, est signée par l'ensemble des membres de l'instance régulatrice ukrainienne, le Conseil national de la Radio et de Télévision,. La presse danoise s'interroge sur la responsabilité de Madame Berneke, PDG du groupe. Eutelsat se contente d'évoquer un « principe de neutralité »,.
Parmi les chaînes diffusées par Eutelsat sur un tiers du territoire russe, on trouve Rossiya 1, sur laquelle on entend des appels explicites à la violence envers les Occidentaux et où l’on parle de génocide commis par les Ukrainiens. Le 8 septembre 2022, l'association Reporters sans frontières, sur base d'un dossier de signalement du Comité Diderot, saisit l'Arcom d'une demande demande de mise en demeure d'Eutelsat d'interrompre la diffiusion sur tous ses satellites des chaînes Rossiya 1, Perviy Kanal et NTV. Ces trois chaînes diffusent en effet à longueur d’émission des propos relevant, en droit français, de l’incitation à la haine et à la violence contre la population ukrainienne, des appels à l’extermination de masse ou des appels au meurtre de dirigeants, voire de l’incitation au génocide. Or, diffusées par la capacité satellitaire d’un opérateur français, ces trois chaînes relèvent de la juridiction française, et en particulier du contrôle de l’Autorité de régulation des communications - en application de la loi de 1986 sur l’audiovisuel.[réf. nécessaire]
Après s'être déclarée incompétente dans un premier temps, l'ARCOM met en demeure Eutelsat de cesser la diffusion de ces trois chaines le 14 décembre 2022. Eutelsat prend acte de la décision le 15 décembre 2022, et la diffusion des chaines visées cesse après un délai légal de 7 jours.
En décembre 2023, le Comité Diderot signale à l'autorité italienne que la chaîne libanaise Al Mayadeen, qui défend l'"axe de résistance" tel que défini par l'Iran, donne des tribunes aux organisations terroristes islamistes (Hamas, Hezbollah, Jihad islamiste palestinien, Houthis), diffuse des propos antisémites et négationnistes était diffusée de manière illégale depuis deux téléports italiens (dnt le téléport d'Eutesat en Sardaigne),. L'AGCOM a lancé une enquête de police et a annoncé en mai 2024 que la chaîne n'était plus diffusée depuis l'Italie. En novembre 2024, la chaîne est toujours diffusée par trois satellites Eutelsat, sans qu'on connaisse le pays de liaison montante et de juridiction[réf. nécessaire].
Le 20 décembre 2023, l'Arcom met en demeure Eutelsat de cesser la diffusion de deux chaînes du Hamas. À cette occasion, l'autotité a rappelé que « De façon générale, il incombe à tout opérateur de réseaux satellitaires relevant de la France de veiller à ce que l’application des contrats de diffusion soit strictement subordonnée au respect par les services de télévision transportés des règles et principes énoncés par les dispositions législatives, comme l'interdiction dans les programmes de toute incitation à la haine ou à la violence pour des raisons de race, de religion ou de nationalité. »[source insuffisante]
En novembre 2024, le Comité Diderot et quatre associations partenaires (Association des femmes pour la Démocratie, Pour l'Ukraine, leur liberté et la nôtre, Russie-Libertés, Union des Ukrainiens de France) publient un communiqué de presse mettant en évidence le fait qu'Eutelsat Group ne respecte pas les sanctions européennes prises en depuis le 16 décembre 2022 contre différentes entreprises russes de média (VGTRK, National Media Group, la filiale Zvezda des Forces armées russes, la filiale SPAS de l'Église orthodoxe russe). Le 14 novembre 2024, une lettre est envoyée au Président de l'Arcom demandant une mise en demeure de l'opérateur. Lors de l'Assemblée générale du 21 novembre, des questions écrites ont été posées par des actionnaires sur le non-respect des sanctions européennes et ukrainiennes et sur la diffusion de chaînes assurant la promotion du terrorisme islamiste. L'entreprise a répondu en affirmant son attachement au respect de la légalité et en indiquant que c'était à l'Arcom et aux autorités internationales d'édicter et de préciser les sanctions. En mars 2025, l'Autorité de régulation des médias (Arcom) ordonne à Eutelsat (ETL.PA) de cesser la diffusion des chaînes russes STS et Channel 5, après qu'une enquête a révélé que les accords commerciaux du fournisseur de satellites étaient liés à une entité sanctionnée.

## Communication

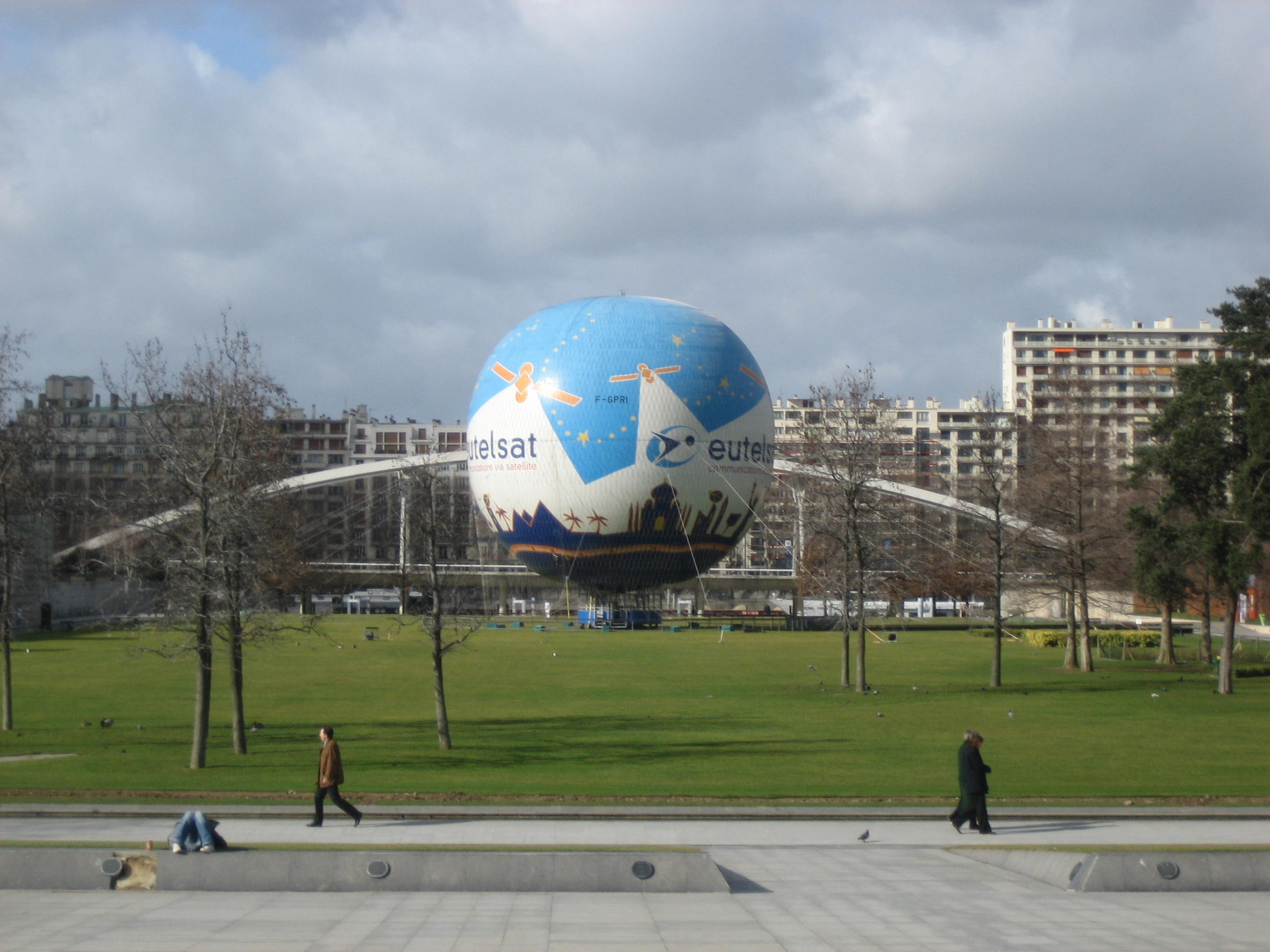
Le Ballon Air de Paris

Le ballon captif du parc André-Citroën, situé dans le 15e arrondissement de Paris comme le siège social d'Eutelsat, a porté ses couleurs entre 2002, et 2007.